# Madonna Huldschinsky
La Madonna Huldschinsky es una escultura en terracota (90x75 cm) atribuida a Donatello, datada en los años 1410-1430 aproximadamente y conservada en el Bode-Museum en Berlín. 

## Historia y descripción
Existen una serie de Madonnas de media figura realizadas en terracota a principios del siglo XV, y de una fisicalidad particularmente pronunciada, que son objeto de oscilaciones atributivas que a día de hoy se inclinan sobre todo hacia el joven Donatello. Adicionalmente a la Madonna del museo berlinés, donada por Oscar Huldschinsky en 1892, forman parte de esta serie también dos Madonnas del Museo nacional de Villa Guinigi en Lucca. Entre otros nombres sugeridos como autores se encuentran también Jacopo della Quercia y Lorenzo Ghiberti. 
La hipótesis donatelliana se basa sobre la estructura del paño, que no se muestra solo como medio que expresión y decoración, como en el arte gótico, sino que dialoga estrechamente con las formas anatómicas subyacentes, sucumbiendo a la fuerza de gravedad observada del natural. 
Las formas presentan un lijado casi metálico, y la atención al detalle, como en el borde con flecos de las vestiduras, recuerdan a obras como el célebre David. También el cariñoso abrazo del Niño a la madre y su sonrisa acentuada señalan un interés dirigido a los niños que destaca en las numerosas obras de producción donatelliana de aquellos años.